# Norman Luboff
Norman Luboff (ur. 14 maja 1917, zm. 22 września 1987) – amerykański aranżer muzyki, wydawca muzyczny, dyrektor chóru i kompozytor.

## Wyróżnienia
Posiada swoją gwiazdę na Hollywoodzkiej Alei Gwiazd.